# 권철현
권철현(權哲賢, 1947년 1월 2일~)은 대한민국의 대학 교수, 외교관, 정치인이다.

## 경력
- 보수국민학교, 경남중학교, 경남고등학교와 연세대학교 정치외교학과를 졸업하고 1974년에 동 대학 행정대학원을 졸업하였다.
- 1980년 동아대학교 행정학과 조교수, 1987년 쓰쿠바 대학에서 도시사회학으로 박사학위를 받았다.
- 1995년 동아대학교 행정학과 교수를 끝으로 1996년 정계에 입문하여, 신한국당 후보로 국회의원에 당선되어 3선 국회의원이 되었다.
- 2004년 한일의원연맹 부회장 겸 간사장에 취임하였고 2008년에 주일본 대사로 취임하여 2011년까지 역임했다.

- 2014년 6.4 지방선거 새누리당 부산광역시장 당내 경선에 뛰어 들었지만 서병수 후보에게 패하였다.현재 국민의힘 상임고문이다.

## 학력
- 보수국민학교 1958년 졸업
- 경남중학교 1962년 졸업
- 경남고등학교 1965년 졸업
- 연세대학교 정법대학 정치외교학 학사
- 연세대학교 행정대학원 행정학 석사
- 쓰쿠바대학 대학원 도시사회학 박사

## 주일본 대사 시절
권철현은 2008년부터 2011년까지 주일본 대사로 재임하면서 교과서 왜곡문제로 인한 본국소환, 자유민주당에서 민주당으로의 54년 만의 일본 정권교체, 한·일 강제병합 100년, 독도 문제, 동일본 대지진 등 격랑의 외교현장을 지휘하였다. 정ㆍ관계에 포진한 폭넓은 인맥을 활용해 2010년 강제병합 100년을 맞아 8.15 총리 담화를 이끌어내는 주목할 성과를 거뒀다. 일본이 중학교 검정 교과서의 독도 영유권 주장을 강화한 데 대해 2011년 4월 1일, 1일 오전 10시10분께 일본 외무성을 항의 방문, 마쓰모토 다케아키 외무상과 약 15분간 면담했다. 이 자리에서 “일본이 (갈등의) 원인을 제공한 만큼 우리는 말이 아니라 행동으로 보여줘야 한다”고 강한 의지를 밝혔다.

## 역대 선거 결과
|  | 51.29% |

|  | 65.21% |

|  | 52.74% |

## 소속 정당
| 소속 정당 | 소속 정당  | 소속 기간 | 비고                |
| --------- | ---------- | --------- | ------------------- |
|           | 신한국당   | 1996~1997 | 정계 입문           |
|           | 한나라당   | 1997~2008 | 합당                |
|           | 무소속     | 2008      | 탈당                |
|           | 한나라당   | 2011~2012 | 복당                |
|           | 새누리당   | 2012~2017 | 당명 변경 정계 은퇴 |
|           | 자유한국당 | 2017~2020 | 당명 변경           |
|           | 미래통합당 | 2020      | 합당                |
|           | 국민의힘   | 2020~현재 | 당명 변경           |

## 같이 보기
- 사상구 갑
- 부산 사상구의 국회의원
- 사상구 (선거구)
- 주일대사